# Pożar w szpitalu w Tałdykorganie
Pożar w szpitalu w Tałdykorganie – pożar, który wybuchł 13 września 2009 roku w mieście Tałdykorgan, w Kazachstanie. W jego wyniku, śmierć poniosło 38 osób (36 pacjentów i 2 pracowników szpitala). 
Pożar wybuchł o godzinie 5:28, na oddziale specjalizującym się w leczeniu uzależnień. Budynek szpitala został wzniesiony w 1961 roku. Wszystkie okna w budynku były zakratowane, co poważnie utrudniło ewakuację. Przybyli na miejsce milicjanci, usiłowali siłą wyrywać znajdujące się w oknach kraty. 40 osób udało się ewakuować z budynku, pozostałym ogień odciął drogę ucieczki. Świadkowie zeznali, że uwięzieni ludzie, przez 20 minut rozpaczliwie wołali przez okna o pomoc, jednak strażacy nie byli w stanie dotrzeć do nich na czas. W tym czasie, ogień rozprzestrzenił się na powierzchni 650 metrów kwadratowych. Pożar ugaszono o godzinie 9:30.
Przyczyny pożaru nie zostały ustalone. Za najbardziej prawdopodobną wersję, uznaje się wywołanie pożaru przez jednego z pacjentów lub zapłon materiałów budowlanych składowanych na feralnym oddziale.  
15 września 2009 roku został ogłoszony dniem żałoby narodowej w Kazachstanie.